# Чардачине
Чардачине су насељено мјесто у граду Бијељина, Република Српска, БиХ. Према попису становништва из 1991. у насељу је живјело 370 становника.
Основна школа је подигнута 2013. године захављујући донацији Гаврила Бобара.

## Становништво
| Националност       | 1991.        |
| Срби               | 363 (98,10%) |
| Муслимани          | 1 (0,27%)    |
| Хрвати             | 1 (0,27%)    |
| Југословени        | 3 (0,81%)    |
| остали и непознато | 2 (0,54%)    |
| Укупно             | 370          |

| Демографија | Демографија | Демографија |
| Година      | Становника  | Становника  |
| ----------- | ----------- | ----------- |
| 1948.       | 363         |             |
| 1953.       | 424         |             |
| 1961.       | 556         |             |
| 1971.       | 441         |             |
| 1981.       | 452         |             |
| 1991.       | 352         |             |